# Poštena deklica
Poštena deklica je dramsko delo Miroslava Vilharja, napisano leta 1866.

## Osebe
- Boter Frluga
- Tinica, šivarica
- G. in ga. Kikelj
- G. in ga. Kokelj

Igra se v Vipavi.

## Povzetek
Tinici je všeč boter Frluga, moški, čvrst in pogumen, da se nobenega ne ustraši, zraven pa pravi Slovenec. Boter jo obišče in pove, kako je v gostilni pripravil v strah dva potujčena gospodka, ki sta se iz njega norca delala; slišal je tudi, da oba mečeta oči za Tinico, čeprav sta poročena. Tinica sklene, da bo oba pošteno izučila; to obljubi njunima ženama, ki prideta po obleko in tožita o nezvestobi svojih mož. Ko ženi odideta prideta drug za drugim oba častilca, Tinica ju spretno vleče za nos, vsakega posebej zapre v sobo in odhiti po njuni ženi. Pred njima in pred Frlugo sta oba lahkoživca osramočena, prejela bosta svojo kazen, Tinica in boter pa se srečno najdeta.